# Département de Río Seco
Le département de Río Seco est une des 26 subdivisions de la province de Córdoba, en Argentine. Son chef-lieu est la ville de Villa de María.
Le département a une superficie de 6 754 km2. Sa population s'élevait à 12 635 habitants au recensement de 2001.

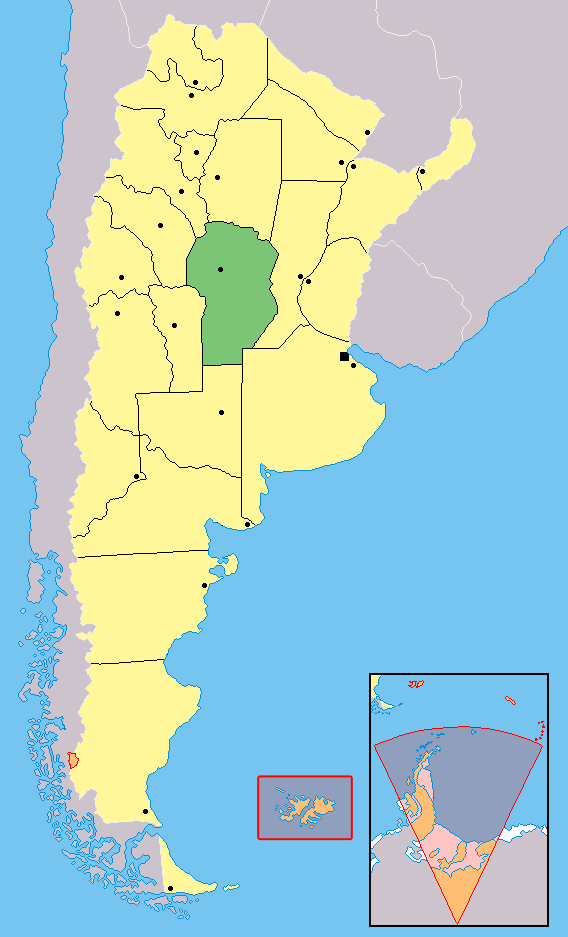
Localisation de la province de Córdoba en Argentine.